# Haitianisch-moldauische Beziehungen
Die haitianisch-moldauischen Beziehungen beschreiben das bilaterale Verhältnis zwischen der Republik Haiti einerseits und der Republik Moldau andererseits.
Die im Jahr 1804 von Frankreich unabhängig gewordene Republik Haiti und die 1991 nach dem Zerfall der Sowjetunion unabhängig gewordene Republik Moldau unterhalten seit 2012 diplomatische Beziehungen.
Das entsprechende gemeinsame Protokoll wurde am 7. Juni 2012 von den Ständigen Vertretern beider Länder bei den Vereinten Nationen in New York unterzeichnet.
Es wurden keine diplomatischen oder konsularischen Vertretungen im jeweils anderen Land eingerichtet. 
Seit der Formalisierung der bilateralen Beziehungen waren weder im politischen noch im wirtschaftlichen oder kulturellen Bereich besondere Aktivitäten zu beobachten.
Nach dem Erdbeben in Haiti 2010 trug die Republik Moldau den Betrag von 100.000 US-Dollar zu den Hilfsmaßnahmen der internationalen Gemeinschaft im Katastrophengebiet bei.